# Amazona tucumana
Amazona tucumana là một loài chim trong họ Psittacidae.